# NGC 7083
NGC 7083 este o galaxie situată în constelația Indianul. A fost descoperită în 28 august 1826 de către James Dunlop. Se află la o distanță de 35,97 de megaparseci de Pământ.